# Giuseppe Zanardelli
Giuseppe Zanardelli (n. 26 octombrie 1826, Brescia, Regatul Lombardia-Veneția – d. 26 decembrie 1903, Toscolano Maderno, Lombardia, Regatul Italiei) a fost un politician și jurist italian. A fost prim-ministru al Italiei între 15 februarie 1901 și 3 noiembrie 1903. Orator elocvent, a fost și Mare Maestru francmason. Zanardelli, reprezentând burghezia din Lombardia, a personificat liberalismul clasic al secolului al XIX-lea, dedicat extinderii dreptului la vot, anticlericalismului, libertăților civile, comerțului liber și economiei laissez-faire. De-a lungul lungii sale cariere politice a fost printre cei mai fervenți susținători ai libertății de conștiință și al divorțului.

## Tinerețe

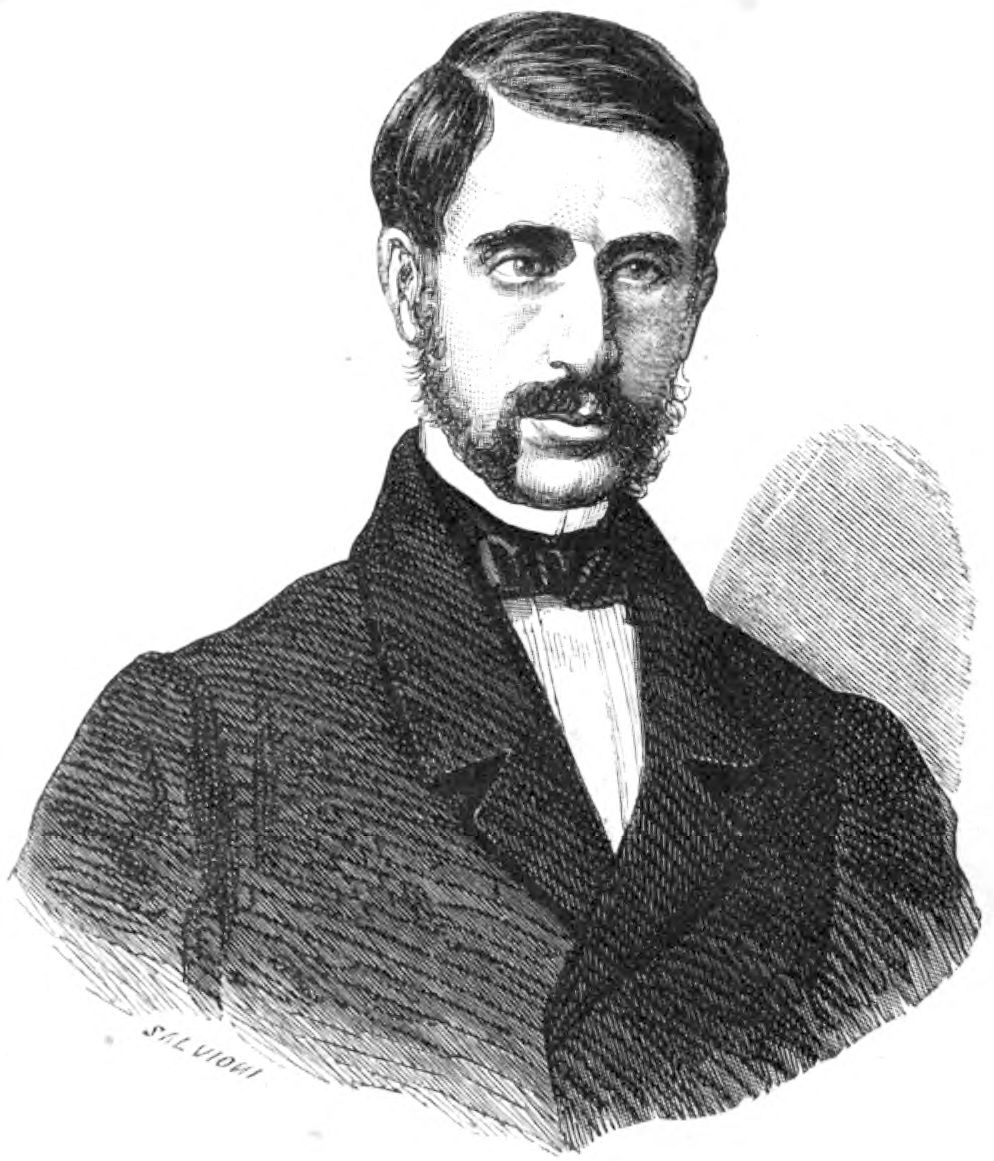
Giuseppe Zanardelli în tinerețe

Giuseppe Zanardelli s-a născut la Brescia (Lombardia) la 29 octombrie 1826. A fost combatant în corpul de voluntari din timpul Primului Război de Independență al Italiei din 1848 între Imperiul Austriac și Regatul Sardiniei în epoca unificării Italiei (Risorgimento). După bătălia pierdută de la Novara a plecat la Pisa pentru a studia dreptul și s-a întors la Brescia pentru a deveni avocat.  Pentru o vreme și-a câștigat existența predând dreptul, dar a fost persecutat de poliția austriacă și i-a fost interzis să predea ca urmare a refuzului său de a contribui în presă cu articole pro-austriece.
În 1859 a fost forțat să fugă în Elveția. S-a mutat la Lugano, dar s-a întors la timp pentru a organiza insurecția de la Brescia în cel de-al doilea război italian de independență și l-a primit în oraș pe Giuseppe Garibaldi. Înrolat în Cacciatori delle Alpi (corp militar al lui Garibaldi), a rămas în zonă până la armistițiul de la Villafranca. Odată cu anexarea Lombardiei la Piemont, a fost ales în Parlamentul de la Torino.
Ales deputat în 1859, a primit diferite funcții administrative, dar a obținut o poziție politică abia în 1876, când Stânga, al cărei membru proeminent și influent era, a ajuns la putere.  Zanardelli a devenit francmason în 1860; a fost inițiat în Loja „Propaganda” a Romei.

## La guvernare
În 1876 a devenit ministru al lucrărilor publice în primul guvern al lui Agostino Depretis și ministru de interne în guvernul lui Benedetto Cairoli în 1878. În această din urmă calitate, a elaborat reforma dreptului de vot, dar a creat nemulțumire prin indecizia actelor sale administrative, în special în ceea ce privește agitația iredentistă și prin teoria sa de a reprima și nu de a preveni în vreun fel criminalitatea, ceea ce a dus pentru o vreme la o epidemie de omoruri. 
Demis odată cu Cairoli în decembrie 1878, a revenit la putere ca ministru al justiției în 1881 în guvernul Depretis și a reușit să finalizeze codul comercial. El a fost și arhitectul reformei electorale din 1892 care a redus vârsta minimă de vot de la 25 la 21 de ani și a redus pragul minim de impozitare pentru vot și a permis obținerea unui certificat de școală elementară.
Abandonat o vreme de Depretis în 1883, el a rămas în opoziție până în 1887, când s-a alăturat din nou lui Depretis ca ministru al Justiției, păstrându-și portofoliul pe tot parcursul guvernului care a urmat, al lui Francesco Crispi, până la 31 ianuarie 1891. În această perioadă a început reforma sistemului judiciar și a promulgat un nou cod penal, care a unificat legislația penală în Italia, a abolit pedeapsa capitală și a recunoscut dreptul muncitorilor la grevă.  Codul a fost considerat o mare lucrare de către juriștii europeni contemporani.
După căderea guvernului lui Giovanni Giolitti în 1893, Zanardelli a făcut o încercare obositoare, dar fără succes, de a forma o administrație. Ales președinte al camerei în 1894 și 1896, a exercitat această funcție cu abilitate până când, în decembrie 1897, a acceptat Ministerul Justiției în guvernul lui Antonio di Rudinì, pentru a demisiona în primăvara următoare din cauza disensiunilor cu colegul său, Emilio, marchizul Visconti-Venosta, asupra măsurilor necesare pentru a preveni repetarea masacrului Bava-Beccaris din mai 1898. 

## Prim-ministru
Revenit la președinția camerei, și-a abandonat din nou postul pentru a se asocia cu campania de împiedicare a Legii de siguranță publică (1899–1900), care restricționa activitatea politică și libertatea de exprimare, și care a fost introdusă de guvernul generalului Luigi Pelloux. El a fost recompensat prin posibilitatea de a forma o administrație cu sprijinul Extremei Stângi la căderea guvernului lui Giuseppe Saracco în februarie 1901. Giolitti a devenit ministru de interne în administrația Zanardelli și a devenit adevăratul șef al acesteia.
Zanardelli și-a concentrat atenția asupra problemei Sudului: în septembrie 1902 a întreprins o călătorie prin Basilicata, una dintre cele mai sărace regiuni din Italia, pentru a vedea cu ochii săi problemele din Italia de Sud.  Zanardelli nu a reușit să obțină prea multe în timpul ultimului mandat, deoarece sănătatea lui era foarte afectată. Propunerea sa de lege privind divorțul, deși votată în cameră, a trebuit să fie retrasă din cauza opoziției puternice a țării. S-a retras din administrație la 21 octombrie 1903,  și Giolitti i-a succedat în funcția de prim-ministru. Obosit și bolnav, a murit la Maderno la 26 decembrie 1903. 

## În cultura populară
La 15 septembrie 1902, Zanardelli s-a cazat la Hotelul Imperial Tramontano, aflat în custodia lui Guglielmo Baron de Tramontano din Sorrento, care era și primarul orașului Sorrento. Baronul Guglielmo Tramontano le-a cerut fraților muzicieni Giambattista și Ernesto De Curtis să compună și să scrie o melodie în onoarea lui Zanardelli, iar rezultatul a devenit celebra piesă napolitană „Torna a Surriento” (Întoarceți-vă la Sorrento).

## Onoruri
- Regatul Prusiei: Cavaler al Ordinului Vulturul Negru – august 1902 – în timpul vizitei în Germania a regelui Victor Emmanuel al III-lea al Italiei.[20]
- Imperiul Otoman: Marele Cordon al Ordinului Osmanieh – septembrie 1902 – în timpul vizitei la Constantinopol a unui escadron italian din Regia Marina.[21]
- Franța: Marea Cruce a Legiunii de Onoare – noiembrie 1902 – ″în mărturie a bunelor relații dintre Franța și Italia″.[22]